# Bifluorur de potassi
El bifluorur de potassi és el compost inorgànic amb la fórmula K[HF2].
Aquesta sal incolora està formada pel catió potassi ( K+) i l'anió bifluorur ( [HF2]−). La sal s'utilitza com a gravador per al vidre. El bifluorur de sodi està relacionat i també és d'ús comercial com a gravador, així com en productes de neteja.

## Síntesi i reaccions
La sal va ser preparada per Edmond Frémy tractant carbonat de potassi (K2CO3) o hidròxid de potassi (KOH) amb àcid fluorhídric (HF):
2 HF + KOH → K[HF2] + H2O
Amb un equivalent més de HF, K[H2F3] (CAS#12178-06-2, m.p. 71.7 C) es produeix:
HF + K[HF2] → K[H2F3]
La descomposició tèrmica de K[HF2] dóna fluorur d'hidrogen (HF):
K[HF2] → HF + KF

## Aplicacions
La producció industrial de fluor comporta l'electròlisi del K[HF2] fos i K[H2F3]. L'electròlisi de K[HF2] va ser utilitzada per primera vegada per Henri Moissan el 1886.